# Aage Niels Bohr
  Aage Niels Bohr    (Copenhaguen, 19 de juny de 1922 - Copenhaguen, 8 de setembre de 2009) fou un físic nuclear danès que va compartir el Premi Nobel de Física l'any 1975 amb Ben Roy Mottelson i James Rainwater "pel descobriment de la connexió entre el moviment col·lectiu i el moviment de partícules en nuclis atòmics i el desenvolupament de la teoria de l'estructura del nucli atòmic basada en aquesta connexió". El seu pare era Niels Bohr.
Atès que el seu pare, Niels Bohr, ja havia guanyat el premi l'any 1922, són una de les sis parelles de pares i fills que han guanyat el Premi Nobel i una de les quatre parelles que han guanyat el Premi Nobel de Física.

## Biografia
Bohr va néixer a Copenhaguen el 19 de juny de 1922, el quart dels sis fills del físic Niels Bohr i la seva dona Margrethe Bohr (de soltera Nørlund). El seu germà gran, Christian, va morir en un accident de navegació l'any 1934, i el seu petit, Harald, va quedar greument discapacitat i el van deixar fora de casa a Copenhaguen a l'edat de quatre anys. Més tard moriria d'una meningitis infantil. Dels altres, Hans es va convertir en metge; Erik, enginyer químic; i Ernest, un advocat i atleta olímpic que va jugar a hoquei herba per Dinamarca als Jocs Olímpics d'estiu de 1948 a Londres. La família vivia a l'Institut de Física Teòrica de la Universitat de Copenhaguen, ara conegut com l'Institut Niels Bohr, on va créixer envoltat de físics que treballaven amb el seu pare, com Hans Kramers, Oskar Klein, Yoshio Nishina, Wolfgang Pauli i Werner Heisenberg. El 1932, la família es va traslladar al Carlsberg Æresbolig, una mansió donada per Carl Jacobsen, hereu de les cerveseries Carlsberg, per ser utilitzada com a residència honorífica pel danès que havia fet la contribució més destacada a la ciència, la literatura o les arts.
Va créixer al costat de Wolfgang Pauli i Werner Heisenberg, i estudià física nuclear el 1940 a la Universitat de Copenhaguen, mesos després de l'ocupació nazi de Dinamarca a l'abril, va ingressar a la Universitat de Copenhaguen, on va estudiar física. Va ajudar el seu pare, ajudant a redactar correspondència i articles relacionats amb l'epistemologia i la física.
El setembre de 1943 va arribar la notícia a la seva família que els nazis els consideraven jueus, perquè l'àvia de Bohr, Ellen Adler Bohr, havia estat jueva i que, per tant, corrien perill de ser detinguts. La resistència danesa va ajudar a la família a escapar per mar a Suècia. Bohr hi va arribar l'octubre de 1943, i després va volar a Gran Bretanya amb un mosquit de Havilland operat per British Overseas Airways Corporation. Els Mosquito eren avions bombarders d'alta velocitat desarmats que s'havien convertit per transportar càrregues petites i valuoses o passatgers importants. Volant a gran velocitat i gran altitud, podien creuar la Noruega ocupada pels alemanys, i tanmateix evitar els caces alemanys. Bohr, equipat amb paracaigudes, vestit volador i màscara d'oxigen, va passar el vol de tres hores estirat en un matalàs al compartiment de bombes de l'avió.
En arribar a Londres, Bohr es va reunir amb el seu pare, que havia volat a Gran Bretanya la setmana anterior. Oficialment, es va convertir en investigador júnior al Departament d'Investigació Científica i Industrial, però, en realitat, va servir com a assistent personal i secretari del seu pare. Els dos van treballar en Tube Alloys, el projecte de bomba atòmica britànica. El 30 de desembre de 1943 van fer la primera d'una sèrie de visites als Estats Units, on el seu pare era consultor del Projecte Manhattan. A causa de la fama del seu pare, els van donar noms falsos; Bohr es va convertir en James Baker, i el seu pare, Nicholas Baker. El 1945, el director del Laboratori de Los Alamos, J.Robert Oppenheimer, els va demanar que revisessin el disseny de l' iniciador de neutrons modulats. Van informar que funcionaria. Que haguessin arribat a aquesta conclusió va deixar descansar les preocupacions d'Enrico Fermi sobre la viabilitat del disseny. Els iniciadors es van comportar perfectament en les bombes utilitzades en els bombardejos atòmics d'Hiroshima i Nagasaki l'agost de 1945.

## Recerca científica
L'agost de 1945, acabada la guerra, Bohr va tornar a Dinamarca, on va reprendre la seva formació universitària, graduant-se amb un màster el 1946, amb una tesi sobre alguns aspectes dels problemes de la potència d'aturada atòmica. A principis de 1948, Bohr es va convertir en membre de l'Institut d'Estudis Avançats a Princeton, Nova Jersey. Mentre feia una visita a la Universitat de Colúmbia, va conèixer Isidor Isaac Rabi, que va despertar en ell l'interès pels descobriments recents relacionats amb l'estructura hiperfina del deuteri. Això va fer que Bohr es convertís en becari visitant a Columbia des de gener de 1949 fins a agost de 1950. Mentre estava als Estats Units, Bohr es va casar amb Marietta Soffer l'11 de març de 1950. Van tenir tres fills: Vilhelm, Tomas i Margrethe.
A finals de la dècada de 1940, se sabia que les propietats dels nuclis atòmics no es podien explicar amb models actuals com el model de gota líquida desenvolupat per Niels Bohr, entre d'altres. El model de closca, desenvolupat el 1949 per Maria Goeppert Mayer i altres, va permetre explicar algunes característiques addicionals, en particular els anomenats nombres màgics. Tanmateix, també hi havia propietats que no es podien explicar, inclosa la distribució no esfèrica de càrrega en determinats nuclis. En un article de 1950, James Rainwater de la Universitat de Colúmbia va suggerir una variant del model de gota del nucli que podria explicar una distribució de càrrega no esfèrica. El model de l'aigua de pluja postulava un nucli com un globus amb boles a l'interior que distorsionen la superfície mentre es mouen. Va discutir la idea amb Bohr, que visitava Columbia en aquell moment, i havia concebut la mateixa idea de manera independent i, aproximadament un mes després de la presentació de Rainwater, havia presentat per a la seva publicació un document que tractava el mateix problema, però en línies més generals. Bohr va imaginar un nucli giratori de forma irregular amb una forma de tensió superficial. Bohr va desenvolupar encara més la idea, el 1951 publicant un article que tractava exhaustivament la relació entre les oscil·lacions de la superfície del nucli i el moviment dels nucleons individuals.
Al seu retorn a Copenhaguen el 1950, Bohr va començar a treballar amb Ben Roy Mottelson per comparar el treball teòric amb dades experimentals. En tres articles, que es van publicar el 1952 i el 1953, Bohr i Mottelson van demostrar un estret acord entre teoria i experiment; per exemple, mostrant que els nivells d'energia de certs nuclis es podrien descriure mitjançant un espectre de rotació. Així van poder conciliar el model de closca amb el concepte de Rainwater. Aquest treball va estimular molts nous estudis teòrics i experimentals. Bohr, Mottelson i Rainwater van rebre conjuntament el Premi Nobel de Física de 1975 "pel descobriment de la connexió entre el moviment col·lectiu i el moviment de partícules en nuclis atòmics i el desenvolupament de la teoria de l'estructura del nucli atòmic basada en aquesta connexió". Com que el seu pare havia estat guardonat amb el premi el 1922, Bohr es va convertir en una de les quatre parelles de pares i fills que va guanyar el Premi Nobel de Física.
Només després de fer la seva investigació guanyadora del Premi Nobel, Bohr es va doctorar a la Universitat de Copenhaguen, el 1954, escrivint la seva tesi sobre "Estats de rotació dels nuclis atòmics". Bohr es va convertir en professor a la Universitat de Copenhaguen el 1956 i, després de la mort del seu pare el 1962, el va succeir com a director de l'Institut Niels Bohr, càrrec que va ocupar fins al 1970. Va romandre actiu allà fins que es va jubilar el 1992. També va ser membre de la junta de l'Institut Nòrdic de Física Teòrica des dels seus inicis el 1957, i va ser el seu director de 1975 a 1981. A més del Premi Nobel, va guanyar el Premi Dannie Heineman de Física Matemàtica el 1960, el Atoms for Peace Award el 1969, la medalla HC Ørsted el 1970, la medalla i el premi Rutherford el 1972, la medalla John Price Wetherill el 1974 i la medalla i la medalla Ole Rømer el 1976. Bohr i Mottelson van continuar treballant junts, publicant una monografia de dos volums, Nuclear Structure. El primer volum, Single-Particle Motion, va aparèixer el 1969; el segon, Deformacions nuclears, el 1975.
El 1972 Bohr va rebre un títol honoris causa, doctor philos. honoris causa, a l'Institut Noruec de Tecnologia, més tard part de la Universitat Noruega de Ciència i Tecnologia. Va ser membre de l'Acadèmia Noruega de Ciències i Lletres des de 1980. Bohr també va ser membre elegit de l'Acadèmia Americana de les Arts i les Ciències, la Societat Filosòfica Americana, i l'Acadèmia Nacional de Ciències dels Estats Units.
L'esposa de Bohr, Marietta, va morir el 2 d'octubre de 1978. El 1981, es va casar amb Bente Scharff Meyer (1926–2011). El seu fill, Tomas Bohr, és professor de física a la Universitat Tècnica de Dinamarca, que treballa a l'àrea de la dinàmica de fluids. Aage Bohr va morir a Copenhaguen el 9 de setembre de 2009. Li van sobreviure la seva segona dona i els seus fills.
El 1981, Bohr es va convertir en membre fundador del Consell Mundial de la Cultura.
La medalla del Premi Nobel de Bohr es va vendre a una subhasta el novembre de 2011. Posteriorment es va vendre a una subhasta l'abril de 2019 per 90.000 dòlars.
Morí el 8 de setembre de 2009 a la seva ciutat natal, a l'edat de 87 anys.